# Bérurier Noir
Bérurier Noir («Берюрье Нуар», также известны как Bérus, Les béruriers noirs и BxN) — французская панк- и альт-рок группа, сформированная в 1983 году на прощальном концерте группы Béruriers 19 февраля 1983 года в Париже на площадке Pali-Kao. Была активна с 1983 по 1989 гг. и с 2003 по 2006 гг. Считалась одной из групп-флагманов французского панк-рока наряду с Les Rats, OTH, Parabellum, Ludwig von 88 и т. д. В середине 1980-х гг. получила широкую известность в связи с релизом песни Porcherie. Их девиз «La jeunesse emmerde la front national» (с фр. «молодёжь посылает к чёрту национальный фронт») стал использоваться левыми как символ борьбы с ультраправыми во Франции.

## История

### Béruriers (1978—1982)
Группа Béruriers была основана в 1978 году гитаристами Стефом и Оливье «Олафом» Фелингстоном (в 1983 основавшем группу Ludwig von 88). Она получила название в честь персонажа романов французского писателя Фредерика Дарда — инспектора Александра-Бенуа Берюрье. Их единственный совместный концерт состоялся в 1979 году в Ножан-сюр-Марне, после которого Стеф покинул группу. На его смену в конце 1979 года пришёл Пьеро, а также будущий вокалист Bérurier Noir — Франсуа «Фанфан/Фанхоа» Гиймо. Группа, стиль которой был вдохновлён творчеством Métal Urbain — вокалом, двумя электрогитарами и драм-машиной Electro Harmonix DRM16, ласково прозванной «Деде», давала концерты совместно с остальными французскими группами (Guernica, Lucrate Milk и др.) на различных площадках, таких как Vilins, CAES de Ris Orangis и Cascades. Из наиболее ранних сохранившихся композиций известны La mort au choix, Lobotomie и Fils de.
Позже Пьеро был призван на службу в армию, откуда дезертировал, после чего попал в психиатрическую больницу. В его честь годами позже был написан текст песни Pavillon 36. На смену ему был приглашён гитарист группы Guernica Лоран Катраказос.
В декабре 1982 года Олаф сообщил Франсуа, что покидает группу, отправляясь на службу в армию Германии. Франсуа и Лоран решают дать прощальный концерт. На совместном с Guernica концерте в феврале 1983 года на площадке Pali-Kao Лоран, который ранее играл на гитаре для обеих групп, навсегда покидает её и становится частью Bérurier Noir (с фр. «тёмный Берюрье»). Так, дуэт объявляет о трауре.

### Дуэт Bérurier Noir (1983—1985)
Несмотря на то, что концерт планировался как последний, он приносит значительный успех группе. В марте 1983 Bérurier Noir и Guernica записали мини-альбом-сплит Nada/Gloco, выпущенный тиражом в 2000 копий. В настоящее время выпускается в качестве отдельного мини-альбома Nada.
В декабре 1983 г. в студии Anagramme записывается первый альбом Bérurier Noir, получивший название Macadam Massacre, состоящий из 10 композиций. На бонусном компакт-диске доступны для прослушивания треки из их первого мини-альбома, а также демо-версии треков Nada, Hôpital lobotomie, Manifeste и Noir les horreurs. Первый тираж этого альбома был выпущен в начале следующего года. Для работы над альбомом приглашались участники других групп, например Лауль Ломбрик (графический дизайнер, бывший бассист Lucrate Milk), Ноэль «Хельно» Рота де Луркуа (бэк-вокалист, бывший лидер Lucrate Milk и будущий основатель Les Négresses vertes), Марсу (менеджер, будущий основатель лейблов Bondage и Crash Records). Конец оставшегося года Bérurier Noir провела в гастролях за рубежом (в Нидерландах, Бельгии, Ирландии и Швейцарии).
В 1985 году выходит второй альбом группы — Concerto pour détraqués, записанный в студии WW в Ке-де-ла-Гар с февраля по март. Треки в этом альбоме значительно отличаются от предыдущих своей энергичностью, а тексты песен уделяют внимание социально-политической тематике. Так, Bérurier Noir в своих песнях осуждают высший класс (Le renard), ультраправых (Porcherie), выражают солидарность в борьбе с сексуальным насилием (Hélène et le sang), а также призывают к революции (Vivre libre ou mourir). Дуэт из двух электрогитар и драм-машина дополняются саксофоном, на котором сыграл Паскаль Кун-Фу, а также хором («La chorale des Agités»). Альбом приносит значительный успех группе, что сподвигает коллектив к гастролям во Франции. Уже 22 марта они проводят концерт на площадке Salle Dupré в Блуа, где новые, энергичные песни смешиваются с их ранним творчеством.

## Дискография

### Студийные альбомы
- 1984 — Macadam Massacre (10 композиций + композиции из мини-альбома Nada, см. ниже и 4 демо-версии):
  - Macadam Massacre (4:00)
  - Baston (2:09)
  - Elsa je t’aime (1:17)
  - Chromosome Y (2:23)
  - La nuit noire (1:39)
  - Johnny reviens d’la guerre (1:31, кавер на мелодию песни When Johnny Comes Marching Home)
  - Frères d’armes (3:18, текст написан Жерардом Лозье)
  - J’ai peur (2:24)
  - Manifeste (2:09)
  - Noir les horreurs (2:40)
  - (демо) Manifeste (2:20)
  - (демо) Hôpital lobotomie (2:34)
  - (демо) Nada (1:57)
  - (демо) Manifeste 2 — Le noir les horreurs (2:58)
- 1985 — Concerto pour detraques:
- 1987 — Abracadaboum:
- 1989 — Souvent fauché, toujours marteau:

### Концертные альбомы
- 1983 — Meilleurs extraits des deux concerts à Paris (кассета с записями первых концертов 1983 г., 12 композиций):
- 1990 — Viva Bertaga (лонг-плей с записью прощального концерта 1989 г. на площадке Олимпия, 22 композиции):
- 2005 — L’Opéra des loups (DVD с записью концертов в Квебеке, Дуре, Париже и Ренне):
  - Квебек:
    - Intro 1989—2004 (3:41)
    - Lobotomie (2:58)
    - Petit agité
    - Vivre libre ou mourir
    - Noir les horreurs
    - Le renard
    - Soleil noir
    - Le cerf, le druide et le loup
    - Vive le feu
    - La danseuse de l’Orient
    - Bûcherons
    - Porcherie
    - S.O.S.
    - Camouflage
    - Mineurs en danger
    - Salut à toi
    - SAT free dub

  - Дур (ссылка на видеозапись с DVD, а также аудиозапись полного концерта):
    - Noir les horreurs
    - Scarabée
    - Petit agité
    - Vivre libre ou mourir
    - S.O.S.
    - Ibrahim
    - Chat
    - Le renard
    - Mineurs en danger

  - Париж:
    - La Marmite à clous
    - CNT (On veut pas travailler !)
    - Nomades (кавер на песню группы Ze6)

  - Ренн
    - Intro 1989—2004
    - Lobotomie
    - Scarabée
    - Vive le feu
    - Liberté
    - Soleil noir
    - Porcherie

  - Territoire Libéré (документальный фильм о концерте в Квебеке)
- 2005 — Chants des meutes (CD с записью концерта 2004 г. в Квебеке, список композиций см. выше). Некоторые композиции, прозвучавшие на концерте, такие как Soleil noir, S.O.S., Camouflage и Hélène et le sang, были вырезаны в финальной версии альбома, но их всё ещё можно прослушать в официальной записи концерта, опубликованной кинорежиссёром Стефаном Блоком.

### Мини-альбомы и EP
- 1983 — mLP Nada:
  - La mort au choix (1:46)
  - Nada (0:40)
  - Bûcherons (2:46)
  - Nada 2 (0:58)
  - Amputé (1:54)
  - Nada 3 (1:22)
- 1984 — EP Macadam Massacre:
  - Macadam Massacre
  - La mort au choix (Live Festival Rising Free — октябрь 1983)
  - Bûcherons (Live Festival Art Béton — июнь 1983)
- 1984 — EP Nada 84. Из-за кражи Деде во время живого выступления, отражённого на B-стороне пластинки, на форуме Halles ритм задавался барабанщиком Габони из группы Lucrate Milk:
  - Nada 84
  - Les Béruriers sont les rois (en 1984 !)
  - Les bûcherons (version piratée par un autonome)
  - Hôpital lobotomie (version «je ne crains plus la loi»)

### Сборники
- 1999 — Enfoncez l’clown (21 композиция)